# Льотчик-випробувач
Льотчик-випробувач (пілот-випробовувач) — професійний льотчик, який відчуває функціонал і безпеку нової авіаційної техніки: літаків, вертольотів та інших.
Льотчиком-випробувачем може стати тільки пілот високої кваліфікації. Він проводить випробування абсолютно нових повітряних суден, оцінюючи їх функціональні якості. На основі їх оцінок та коментарів конструктори удосконалюють механізми, впроваджують доопрацювання або повністю переробляють апарат.
Льотчик-випробовувач також здійснює обльоти нових серійних повітряних суден, щоб гарантувати надалі безпеку експлуатації літака звичайними пілотами.
Робота льотчика-випробувача важка фізично і морально. При випробуваннях літаків виконуються маневри, які у звичайних польотах не здійснюються. Випробовувач може отримувати навантаження на межі можливостей людини. При цьому він повинен фіксувати параметри випробувань техніки.
Особливості роботи льотчика – випробувача.
1.	Льотчик – випробувач є рідкісною професією в силу важкої доступності опанування нею через високі вимоги до кандидата і дорогого навчання. Так на курси підготовки льотчиків – випробувачів відбираються льотчики 1-го або 2-го класу, підготовлені до рівня 1-го, які, як правило закінчили ВНЗ з «червоним» дипломом. В процесі професійного відбору вони повинні скласти теоретичні іспити з аеродинаміки, конструкції літальних апаратів та керівництв з їх льотної експлуатації, а також скласти іспити у повітрі з техніки пілотування на одному з опанованих ними типах ЛА і на одному ЛА того класу, на якому кандидат раніше не літав (адаптаційний політ). У процесі навчання слухачі курсів підготовки льотчиків – випробувачів повинні пройти теоретичний курс з різних дисциплін об’ємом трохи більше 500 годин, в тому числі в КБ та підприємствах, які конструюють та виробляють нові та вже діючі зразки авіаційної техніки та опанувати методики льотних випробувань на 2 літальних апаратах свого класу, та опанувати технікою пілотування  не менш одного ЛА з класу, на якому кандидат раніше не літав, загалом близько 60 годин нальоту. Дипломна робота слухача курсів підготовки льотно-випробувального складу є рівнозначною кандидатській дисертації з технічних наук. Загальний час підготовки до рівня льотчика-випробувача 3-го класу займає від одного до трьох років. Час підготовки до рівня льотчика-випробувача 1-го класу, рівня при якому льотчик може проводити абсолютно усі види льотних випробувань складає 7-8 років.
2.	Основна робота льотчика - випробувача є в тому, що він бере участь у створені нової або модернізації вже створеної авіаційної техніки на теоретичному та практичному рівнях.
3.	Теоретична частина роботи льотчика-випробувача проходить на всіх етапах роботи по створені або модернізації АТ, а саме:
-	попередній розрахунок моделі;
-	розробка концепцій створення максимально- ефективного авіаційного комплексу;
-	участь у розробці програм льотних випробувань;
-	випробування моделей на стендах;
-	аналіз усіх можливих позаштатних ситуацій і розробка алгоритмів дій в них;
-	участь у розробці попереднього КЛЕ.
4.	У практичній частині діяльності льотчик – випробувач має максимально використати накопичений досвід і знання щоб:
-	виконувати у якості командира екіпажу увесь комплекс льотних випробувань;
-	відпрацьовувати у реальній обстановці алгоритмів дій екіпажу в усіх можливих позаштатних ситуаціях, в тому числі за межами, дозволеними КЛЕ;
-	у деяких випадках для розширення меж експлуатаційних областей режимів польоту льотчик-випробувач може йти на ризик, пов’язаний з втратою експериментального літального апарату або обладнання;
-	відпрацьовувати бойове застосування комплексу;
-	виконувати увесь комплекс державних випробувань;
-	періодично виконувати випробування для контролю серійних зразків;
-	виконувати перенавчання рядового льотного складу після завершення програми випробувань.
5.	Професія льотчик – випробувача пов’язана з ризиком. В залежності від класної кваліфікації і досвіду роботи льотчик-випробувач виконує польоти та проводить льотні експерименти різних ступенів складності в експлуатаційній, граничній та за межами граничної області режимів польотів літальних апаратів, області куди не дозволено навіть наближатись стройовим льотчикам по умовам безпеки польотів. Технічна недосконалість літального апарату або засобів порятунку може призвести до втрати літального апарату і життя екіпажу.